# Michael Gravgaard
 (décembre 2012).
Le contenu est difficilement compréhensible vu les erreurs de traduction, qui sont peut-être dues à l'utilisation d'un logiciel de traduction automatique.
Michael Gravgaard, né le 3 avril 1978 à Spentrup au Danemark est un footballeur international danois évoluant au poste de défenseur central. 

## Biographie
Né à Spentrup, à huit kilomètres au nord de Randers, Gravgaard a commencé sa carrière avec des hauts club local Randers Freja en 1996. Initialement joué sans la 2d Division Danoise, Gravgaard aide le club a monté en 1re Division en 1999. Il est entré dans le top-danoise de football de vol relativement tard dans sa carrière, comme il le souhaite avant de poursuivre une carrière universitaire. Seulement après avoir obtenu son diplôme de comptable, Gravgaard signe un contrat dans le haut-niveau du championnat, quand il a déménagé à Viborg FF à l'été 2002.
À Viborg, il a été lui-même comme l'un des meilleurs défenseurs centraux du championnat si ce n'est le meilleur, et il a parfois été utilisé, avec un succès relatif, comme un attaquant. En trois saisons à Viborg, il a été utilisé pour 94 match de ligue pour le club et il a marqué 18 buts. Pendant la trêve de l'été 2005, Gravgaard passe dans le club des rivaux le FC Copenhague (FCK), aux côtés du gardien de but de Viborg Jesper Christiansen. Il a rapidement mis en place lui-même entre les principaux acteurs du FCK, et en raison de sa capacité titre, il a rapidement gagné le surnom de « Copenhague Air Force » FCK parmi les fans.
Il a joué la seconde moitié de championnat, à venir en tant que remplaçant de Per Nielsen, et a marqué le but de 3-0, dans un match amical contre l'Angleterre et une victoire 4-1. Gravgaard a joué son premier match international le 7 septembre 2005, contre la Géorgie. Dans les deux matchs contre la Grèce et le Kazakhstan, il a marqué un but dans chaque match. Le début de sa carrière en équipe nationale commence ainsi en boulet de canon avec trois buts en cinq matchs, un bilan impressionnant pour un défenseur central.
En juillet 2008, le Danois signe au FC Nantes pour trois ans. Attendu comme le patron de la défense nantaise, Michael a du mal à s'imposer. Pris de vitesse par les attaquants de Ligue 1 et commettant plusieurs bourdes occasionnant certaines défaites de son équipe, « Air Force » est renommé « Air Farce » par les supporteurs nantais.
Mis à l'écart après que son coéquipier Yoann Poulard lui a pris sa place de titulaire avec succès, il est prêté en Allemagne à Hambourg. Après un début calamiteux (Hambourg menait 2-1 contre Karlsruhe pour perdre 2-3 avec les 3 buts adverses où Michael est impliqué), Gravgaard essaie de refaire surface.
Effectuant des matchs moyens en Bundesliga, Michael ne fait pas l'unaninmité auprès des supporters et de son entraineur. Avec le retour de Reinhardt, un des meilleurs défenseurs de la Bundesliga, après une blessure de 4 mois, l'avenir du danois est bien sombre.
Michael se reprend bien et est titulaire de nombreuses fois en Bundesliga et Coupe UEFA. Malheureusement, une nouvelle bourde d'Air Force coûte la qualification pour la finale de la Coupe UEFA. Un temps enclin à l'acheter, Hambourg se ravise et décide que le FC Nantes est trop gourmand (près de 3 millions demandé).
Il déclare au début du mois de juillet 2009 être prêt à poursuivre l'aventure nantaise en Ligue 2, et ce malgré la baisse de son salaire de 40 %.
À la suite de gros soucis physiques, il est licencié pour « inaptitude physique » en 2010. Gravgaard demande le 26 avril 2018 aux Prud'hommes de condamner son ancien club à lui verser près de deux millions d'euros pour l'avoir licencié à tort.

## Clubs
- 2000-2003 : Randers FC  Danemark
- 2003-2005 : Viborg FF  Danemark
- 2005-2008 : FC Copenhague  Danemark
- 2008-2010 : FC Nantes  France
- jan. 2009-2009 : Prêt Hambourg  Allemagne [2]

## International
- 5 buts en 18 sélections avec le Danemark depuis 2005.

| # | Date            | Lieu                  | Adversaire    | But | Résultats | Compétitions                         |
| - | --------------- | --------------------- | ------------- | --- | --------- | ------------------------------------ |
| 1 | 17 août 2005    | Copenhague (Danemark) | Angleterre    | 3-0 | 4-1       | Match amical                         |
| 2 | 8 octobre 2005  | Copenhague (Danemark) | Grèce         | 1-0 | 1-0       | Coupe du monde 2006 (qualifications) |
| 3 | 12 octobre 2005 | Almaty (Kazakhstan)   | Kazakhstan    | 1-0 | 2-1       | Coupe du monde 2006 (qualifications) |
| 4 | 11 octobre 2006 | Vaduz (Liechtenstein) | Liechtenstein | 2-0 | 4-0       | Euro 2008 (qualifications)           |
| 5 | 24 mars 2007    | Madrid (Espagne)      | Espagne       | 1-2 | 1-2       | Euro 2008 (qualifications)           |